# Châmoa Gomes de Pombeiro
Châmoa Gomes de Pombeiro (por vezes designada Flâmula) (m. 1145) foi uma importante senhora de origem galega, que veio a adquirir protagonismo em Portugal, pela relação que terá mantido com o primeiro rei de Portugal, Afonso Henriques

## Primeiros anos

### Ascendência familiar e contexto político
Châmoa era filha do conde Gomes Nunes de Pombeiro, filho do também conde Nuno de Celanova, e da sua esposa Elvira Peres de Trava, filha de Pedro Froilaz de Trava, e irmã dos célebres magnates Bermudo Peres de Trava e Fernão Peres de Trava.
O pai, Gomes Nunes, fora bastante relevante nas várias querelas que então dividiam os reinos de Portugal e Leão, sendo um apoiante leal quer de Afonso VII quer Afonso Henriquesː a dupla aliança não é de admirar, dado que, em 1138, governava Tui, localidade fronteiriça, onde era chamado comes Tudensis (Conde de Tui) em documentos contemporâneos de Afonso VII, apesar de o seu título ser apenas jurisdicional, e não se saber quanto tempo governou aí. Exerceu ainda várias tenências entre a Galiza e Portugal, e exercera ainda o cargo de mordomo-mor neste último reino.
Gomes apoiou a invasão portuguesa da Galiza em 1141, tendo por castigo o exílio forçado em Cluny. O Rei de Portugal também o expulsaria por ter provocado a discórdia entre ele e o Imperador. 

## Senhora da Maia
Châmoa desposou, decerto muito jovem, por volta de 1120, Paio Soares da Maia, importante magnate da corte portucalense. O casamento não pareceu durar muito, até pela morte precoce do marido, em 1129. Gerou, no entanto, o herdeiro da casa, Pedro Pais da Maia, que se veria desde muito cedo na sua representação. Provavelmente devido à ligação da sua família a terras fronteiriças galegas, pode ter sido sob sua influência que a sua filha Ximena Pais desposou o senhor de Toronho, Gonçalo Pais.

### Os Travas em Portugal e o enfraquecimento político da condessa-rainha
Châmoa era, por via materna, sobrinha de dois importantes magnates galegos que se mantiveram junto da condessa-rainha Teresa de Leão, mãe de Afonso Henriques, de diferentes maneirasː se Bermudo Peres optou por desposar uma das infantas, Urraca Henriques, já Fernão parece ter optado por manter uma proximidade maior com a condessa, de quem teve inclusive descendência.
Ambos pareciam ser interventores dos dirigentes galegos Pedro Froilaz de Trava (pai dos dois magnates) e Diego Gelmírez, Arcebispo de Santiago, interessados em travar a marcha da libertação portuguesa pela qual a rainha, que até então se batera ferozmente, se deixava enredar neste ardil. A influência que passaram a exercer na rainha de Portugal foi de facto forte o suficiente para afastar magnates de confiança de então, como Egas Moniz, o Aio, dos seus cargos, afastamento provado pelo facto de Egas Moniz, importante homem de confiança de Teresa e do seu então falecido esposo, o conde Henrique de Borgonha, passara a estar submetido em termos governativos, a Fernão Peres, que o substituíra na tenência de Coimbra, e o mesmo com Bermudo Peres, que assumira as de Viseu e Seia.
É desta forma compreensível que grande parte da aristocracia começasse a não ver com bons olhos os dois galegos e muito menos o mau governo que Teresa começava a protagonizar: Fernão Peres de Trava chegava inclusive a surgir na documentação como príncipe consorte (o que não era). Assim, como um dos principais lesados das más decisões que a rainha começava a tomar, terá sido o responsável pelas primeiras agitações tumultuosas da nobreza.

## De pia clausura a barregã régia
É por volta do culminar desta revolta aristocrática, que teve à cabeça o jovem Afonso Henriques, na Batalha de São Mamede (1128), que Châmoa enviúva, recluindo-se nesta altura, no mosteiro de Vairão. Segundo os Livros de Linhagens, terá sido aqui que Châmoa conheceu o magnate Mem Rodrigues de Tougues, provavelmente beneficiário do mosteiro. Sabe-se que foi esta relação que causou a sua saída do Mosteiro. Não é certo se casou ou não com este nobre, mas dele teve descendência.
Casada ou não, em data indeterminada, Châmoa, à semelhança dos seus tios, inicia também uma relação com um indivíduo de sangue realː nada menos que Afonso Henriques, filho de Teresa, vítima dos tios de Châmoa. Conta a tradição que terá sido o monarca que se terá apaixonado pela dona, e que teria inclusive tentado casar com ela. Embora não tão "perigosa" a nível político, Châmoa foi de facto a principal companheira do monarca provavelmente durante o resto da sua vida, até porque é só depois da sua morte, em 1145, que o rei de Portugal começará a procurar esposa, acabando eventualmente por desposar, no ano seguinte, Mafalda de Saboia.

## Morte e posteridade
Châmoa Gomes veio a falecer por volta de 1145, desconhecendo-se no entanto o seu local exato de sepultura. Infelizmente, não viveu para ver o seu filho, Pedro Pais, a desempenhar, a partir de 1147, o importante cargo de Alferes-mor. O seu filho com o rei de Portugal, Fernando Afonso, viria a suceder a este meio-irmão, quando Pedro se refugiou na Galiza após o fracasso do Cerco de Badajoz.

## Matrimónio e descendência
Châmoa desposou, por volta de 1120, Paio Soares da Maia, filho do importante magnate portucalense Soeiro Mendes da Maia, de quem teve:
- Pedro Pais da Maia[1] (morto ca. 1186) o Alferes, casado com Elvira Viegas de Ribadouro, filha de Egas Moniz, o Aio e de Teresa Afonso.[7][8]
- Paio Pais Sapata[1] (morto em 1163), sem descendência, enterrado no Mosteiro de Santo Tirso.[8][7]
- Ximena Pais da Maia[1], casou com Gonçalo Pais Curvo,[7] filho de Paio Curvo de Toronho.

Da sua relação, desenvolvida ou não em casamento, com Mem Rodrigues de Tougues, provável irmão de Gonçalo Rodrigues da Palmeira, teveː
- Soeiro Mendes Facha de Tougues[1], desposou Elvira Gonçalves de Sousa, filha do magnate Gonçalo Mendes de Sousa.

Châmoa ainda teve um relacionamento com o primeiro rei de Portugal, Afonso Henriques, ainda solteiro:
- D. Afonso de Portugal (c. 1140[12]-1207). De acordo com pesquisas recentes, é o mesmo que também aparece chamado Fernando Afonso, que foi alferes-mor de el-Rei e 12º Grão-Mestre da Ordem dos Hospitalários. A sua presença regista-se pela primeira vez em 1159 e em 1169 sucedeu no cargo de alferes-mor a seu meio-irmão, Pedro Pais da Maia, filho do casamento legítimo de sua mãe com Paio Soares da Maia.[12][13] Manuel de Abranches de Soveral considera Afonso, grão-mestre do Hospital, e Fernando Afonso, alferes-mor do Reino, como dois filhos diferentes.
- D. Teresa Afonso (ca. 1135-?) em algumas genealogias aparece como filha de Elvira Guálter[14] e em outras como filha de Châmoa Gomes.[15]